# Gilad Shalit
Gilad Shalit (em hebraico:  גלעד שליט) (Nahariya, 28 de agosto de 1986) é um soldado israelense que foi capturado em Kerem Shalom, na fronteira de Israel com a Faixa de Gaza, por militantes palestinos em 25 de junho de 2006, tendo sido feito refém pelo Hamas. Shalit, então um soldado das Forças Armadas de Israel, realizava a classificação de corpos no momento de um incidente, mas desde então foi promovido a sargento. Ele se tornou o primeiro soldado israelense capturado por palestinos desde as forças de Nachshon Wachsman, em 1994. Após seu rapto houve outro no Líbano, desta vez de Ehud Goldwasser e Eldad Regev, acontecimentos importantes que conduziram a conflitos em Gaza e no Líbano no verão de 2006. Shalit possui cidadania francesa, um fato que incentivou a França e a União Europeia a se envolverem de alguma forma nos esforços para libertá-lo. Em setembro de 2010 um grupo de brasileiros vivendo em Israel fez uma manifestação em Jerusalém de apoio à família Shalit e reuniu assinaturas para uma petição, que foi enviada ao então presidente brasileiro Luiz Inácio Lula da Silva.
Em outubro de 2011, Israel chegou a um acordo com o Hamas para a libertação de 1 027 presos palestinos em troca do regresso de Schalit a Israel. A troca foi feita por fases e com a mediação do Egito. O Conselho de Ministros de Israel ratificou o acordo por ampla maioria (26 a favor, 3 contra) na madrugada de 11 de outubro. Pouco depois, Mahmud Abbas, presidente da Autoridade Nacional Palestina, confirmou-o durante uma visita à Venezuela. Noam Shalit, pai do soldado, felicitou o Governo e o primeiro-ministro pela decisão. Assim, em 18 de outubro de 2011, ele foi libertado em troca de 1 027 prisioneiros palestinos. O seu caso emocionou Israel, mas muitos israelenses que viram membros das suas famílias mortos por militantes palestinos se opõem, por princípio, a qualquer libertação maciça de prisioneiros. Depois de ter feito uma chamada para os seus pais e ter sido examinado por médicos, Shalit foi transportado por helicóptero para a base aérea israelense de Tel Nof.